# Sidi Lahsen
Sidi Lahsen (franska: Sidi Lahsen (CR), Sidi Lahsen (Commune Rurale), arabiska: أيت ميمون) är en kommun i Marocko.   Den ligger i provinsen Taourirt och regionen Oriental, 400 km öster om huvudstaden Rabat. Antalet invånare är 9 759.